# Anton Denikin
Anton Ivanovič Denikin (rusko Антон Иванович Деникин, Anton Ivanovič Denikin)  je bil ruski vojskovodja,  vršilec dolžnosti vladarja ruske države in poveljnik oboroženih sil Južne Rusije med rusko državljansko vojno 1917–1923. Pred tem je bil med prvo svetovno vojno general v ruske carski armadi, *  16. december [O.S. 4. december] 1872, † 7. avgust 1947. 
Njegova Bela armada je bila znana po belem terorju in pogromih.

## Mladost
Denikin je bil rojen 16. decembra 1872 v vasi Szpetal Dolny  v Varšavski guberniji Ruskega imperija (danes Poljska). Njegov oče Ivan Efimovič Denikin je bil rojen kot suženj v provinci Saratov. Kot nabornik je bil poslan na 25-letno služenje vojaškega roka in v 22. letu svoje vojaške službe leta 1856 postal častnik. Leta 1869 se je upokojil s činom majorja. 
Ivan Denikin se je leta 1869 poročil s svojo drugo ženo, poljsko šiviljo Elżbieto Wrzesińsko, s katero je imel sina Antona, ki je med odraščanjem govoril tako rusko kot poljsko. Očetov ruski patriotizem in predanost ruski pravoslavni veri sta Antona Denikina pripeljala v rusko vojsko. 
Denikinovi so živeli zelo revno, z majhno pokojnino upokojenega majorja kot edinim virom dohodka. Družinske finance so se po Ivanovi smrti leta 1885 še poslabšale. Anton Denikin je v tem času začel poučevati mlajše sošolce, da bi preživljal družino. Leta 1890 se je vpisal na kijevsko junkersko šolo, vojaško visoko šolo, na kateri je diplomiral leta 1892. Dvajsetletni Denikin se je pridružil topniški brigadi, v kateri je služil tri leta. 
Leta 1895 je bil sprejet na generalštabno akademijo, vendar v prvem od dveh letnikov ni izpolnil akademskih pogojev. Po tem razočaranju se je poskušal vpisati znova in bil v drugem poskusu uspešen. Šolanje je končal  na štirinajstem mestu v svojem razredu. Po uvedbi novega sistema ocenjevanja Denikinu po zaključnih izpitih na žalost niso ponudili zaposlitve v častniškem zboru, zaradi česar se je pritožil pri velikem vojvodi. Po pritožbi so mu ponudili poravnavo pod pogojem, da prekliče svojo pritožbo, da bi bil ponovno sprejet v generalštabno šolo, kar je Denikin užaljen odklonil. 
Svojo aktivno službo je začel med rusko-japonsko vojno leta 1905 in bil še isto leto povišan v čin polkovnika. Leta 1910 je postal poveljnik 17. pehotnega polka. Nekaj tednov pred izbruhom prve svetovne vojne je dosegel čin generalmajorja. 

## Prva svetovna vojna
Do izbruha prve svetovne vojne avgusta 1914 je bil Denikin načelnik štaba Kijevskega vojaškega okrožja. Po izbruhu je bil imenovan za intendanta 8. armade generala Brusilova, potem pa je zaprosil za službovanje na fronti. Premeščen je bil v 4. strelsko brigado, ki se je leta 1915 preoblikovala v 4. strelsko divizijo. Ta enota je bila ena od tistih, ki jih je general Brusilov omenil v svojem Ukazu No. 643 s 5. (18.) aprila 1916, s katerim je želel prekiniti bratenje med ruskimi in avstrijskimi vojaki.
Oktobra 1916 je bil Anton Denikin imenovan za poveljnika ruskega 8. armadnega korpusa in vodenje čet v Romuniji. Po februarski revoluciji in strmoglavljenju carja Nikolaja II. je postal načelnik štaba Mihaila Aleksejeva, nato Alekseja Brusilova in končno Lavra Kornilova. Denikin je bil istočasno od 20. julija (2. avgusta) do 16. (29.) avgusta 1917 poveljnik jugozahodne fronte. Podprl je poskus državnega udara svojega nadrejenega častnika Kornilova septembra 1917 in bil skupaj z njim aretiran in zaprt. Za vrhovnega poveljnika je bil ponovno imenovan Mihail Aleksejev.

## Državljanska vojna
Po oktobrski revoluciji sta Denikin in Kornilov pobegnila v Novočerkask na severnem Kavkazu in z drugimi carskimi častniki ustanovila protiboljševiško Prostovoljno vojsko, ki ji je sprva poveljeval Aleksejev. Kornilov je bil aprila 1918 blizu Ekaterinodarja ubit in Prostovoljna vojska je prešla pod Denikinovo poveljstvo, delno s podporo kolega generala Sergeja Markova. Kornilovov katastrofalen poskus zavzetja Ekaterinodarja je bil končno preklican in vojska se je umaknila proti severovzhodu, se izognila uničenju in končala kampanjo, ki je postala znana kot ledeni ali prvi kubanski pohod. Junija–novembra 1918 je Denikin začel zelo uspešen drugi kubanski pohod, s katerim je dobil nadzor nad celotnim območjem med Črnim morjem in Kaspijskim jezerom.
Poleti 1919 je Denikin vodil zadnji poskus južnih belih sil zavzetja Moskve. Nekaj časa je kazalo, da bo napad Bele armade uspel, potem pa je Leon Trocki kot vrhovni poveljnik Rdeče armade na hitro sklenil sporazum z anarhistično Revolucionarno uporniško armado Ukrajine Nestorja Mahnoja o vzajemni podpori. Mahno je svojo uporniško vojsko napotil proti vzhodu proti Denikinovim oskrbovalnim potem, s čimer je Belo armado prisilil k umiku. Denikinova vojska je bila odločilno poražena pri Orelu oktobra 1919, približno 360 km južno od Moskve. Bele sile v južni Rusiji so se nato nenehno umikale in marca 1920 nazadnje dosegle Krim. 
4. januarja 1920, ko je bil poraz Bele armade v Sibiriji neizbežen, je admiral Aleksander Kolčak imenoval Denikina za svojega naslednika na mestu vrhovnega upravitelja (rusko verhovnij pravitel), vendar Denikin te funkcije ni sprejel.
Medtem je sovjetska vlada razdrla sporazum z Mahnom in napadla njegove anarhistične sile. Po nizu bitk so številčnejše in bolje opremljene čete Rdeče armade Trockega odločilno premagale in razpršile Mahnovo uporniško armado. 
Denikin ni hotel priznati neodvisnosti Azerbajdžana in Gruzije, ohranjal pa je prijateljske odnose z Armenijo, priznal njeno neodvisnost in jo  med vstajami muslimanov v Karsu in Šarur-Nahičevanu oskrboval s strelivom.

### Antisemitizem in antimasonstvo
Med rusko državljansko vojno je bilo po ocenah v pogromih ubitih 150.000 Judov. Ukrajinske sile, uradno pod poveljstvom Simona Petljure, so zagrešile približno 40 odstotkov zabeleženih pogromov. Petljura  ni uradno nikoli ukazal svojim silam, naj sodelujejo v teh pobojih, vendar je na koncu pozval svoje enote, naj se vzdržijo nasilja. Bela armada je bila povezana s 17 odstotki napadov in je bila na splošno odgovorna za najbolj aktivno propagandno kampanjo proti Judom, ki so jih odkrito povezovali s komunizmom.  Rdeča armada je zakrivila 9 odstotkov pogromov. 
Na ozemljih, ki jih je zasedla, je Denikinova vojska izvajala množične usmrtitve in ropanja, kar je bilo kasneje znano kot beli teror. V mestu Majkop v Čerkeziji so  sile generala Pokrovskega septembra 1918 pobile več kot 4000 ljudi. Samo v mestecu Fastov je Denikinova prostovoljna vojska pomorila več kot 1500 Judov, večinoma starejših, žensk in otrok. 
Tisk Denikinovega režima je redno spodbujal nasilje proti Judom, ki so bili obravnavani kot komunisti.  Razglas enega od Denikinovih generalov je na primer spodbujal ljudi, naj se oborožijo, da bi iztrebili "zlo silo, ki živi v srcih judovskih komunistov".
Verni in ruski pravoslavni cerkvi zvesti Denikin ni kritiziral pogromov nad judovskim prebivalstvom do konca leta 1919. Bil je prepričan, da ima večina ljudi razloge za sovraštvo do Judov in se je želel izogniti vprašanju, ki je razdelilo njegove častnike. Mnogi od njih, zlasti antisemitsko nastrojeni, so pod svojim poveljstvom dovolili pogrome, ki so se spremenili v metodo terorja nad judovskim prebivalstvom in večji del leta 1919 služili za pridobivanje naklonjenosti ukrajinskega ljudstva. 
Zahodni sponzorji so bili zgroženi zaradi razširjenega antisemitizma v častniških vrstah belih, še posebej, ker so boljševiki skušali uradno prepovedati dejanja, povezana z antisemitizmom. Winston Churchill je osebno opozoril generala Denikina z naslednjo izjavo: 
Moja naloga pridobivanja podpore  parlamenta za rusko nacionalistično stvar bo izredno otežena, če bo [parlament] še naprej prejemali dobro potrjene pritožbe Judov z območja Prostovoljne armade.
John Ernest Hodgson, britanski vojni dopisnik pri Denikinovih silah, je o antisemitizmu Denikina in njegovih častnikov povedal naslednje: 
Z Denikinom nisem bil več kot mesec dni, preden sem bil prisiljen sklepati, da so Judje predstavljali zelo velik element v ruskem prevratu. Častniki in vojaki so praktično vso krivdo za težave svoje države pripisali Judom. Trdili so, da je celotno kataklizmo zasnovala neka velika in skrivnostna tajna združba mednarodnih Judov, ki so s plačilom in po ukazu Nemčije izkoristili psihološki trenutek in pograbili vajeti vlade. Zdelo se je, da so vse številke in dejstva, ki so bila takrat na voljo, dali barvo tej trditvi. Nič manj kot 82 odstotkov boljševiških komisarjev je bilo Judov, ostri in neizprosni Trocki, ki si je delil funkcijo z Leninom, je bil jidišer, čigar pravo ime je bilo Bronstein. Med Denikinovimi častniki je ta zamisel postala obsedenost s tako strašno grenkobo in vztrajnostjo, da jih je vodila v izjave najbolj divjega in fanatičnega značaja. Mnogi od njih so bili prepričani, da je prostozidarstvo v zavezništvu z Judi sestavni del boljševiškega stroja in da je bilo to, kar so imenovali diabolični načrt za propad Rusije, skovano v petrograjskih in moskovskih prostozidarskih ložah. Ko sem jim povedal, da smo jaz in večina mojih najboljših prijateljev prostozidarji in da Anglija veliko dolguje svojim zvestim Judom, so  strmeli in žalostno zmajevali z glavami v strahu zaradi lahkovernosti Anglije pri zaupanju izbrani rasi. Eden me je celo tiho vprašal, ali sem tudi jaz Jud. Ko se je Amerika odločno izjasnila proti kakršnim koli vmešavanjem v Rusijo, je antisemitska ideja kmalu pridobila široko verodostojnost. Predsednik Woodrow Wilson je bil Jud, kadar koli pa se je pojavila depeša iz Anglije, ki je pokazala na mlačno podporo protiboljševikom, so za Juda označili tudi Lloyda Georgea.

## Izgnanstvo
Soočen z vse ostrejšimi kritikami in čustveno izčrpan, je Denikin aprila 1920 odstopil v korist generala Pjotra Wrangela, ki je kasneje ustanovil Rusko vsevojaško zvezo. Denikin je s Krima odplul v Carigrad in od tam v London. Nekaj mesecev je preživel v Angliji, nato se je preselil v Belgijo in kasneje na Madžarsko. 
Od leta 1926 je živel v Franciji. Četudi je ostro nasprotoval ruski komunistični vladi, se je odločil diskretno ostati na obrobju politike. Večino svojega časa je porabil za pisanje in predavanja. To Sovjetom ni preprečilo, da so ga poskušali ugrabiti. Sovjetom je leta 1930 uspelo ugrabiti izgnanega generala Aleksandra Kutepova in leta 1937 generala Jevgenija Millerja, oba člana Ruske vsevojaške zveze. O spletkah med temi zgodnjimi sovjetskimi operacijami poroča Denikin v svoji knjigi Beli proti rdečim – Življenje generala Antona Denikina. 
Denikin je bil pisec in je že pred prvo svetovno vojno napisal več del, v katerih je kritiziral pomanjkljivosti svoje ljubljene ruske vojske. Njegovi obsežni spisi po ruski državljanski vojni, napisani v izgnanstvu, so znani po svojem analitičnem tonu in odkritosti. Ker je užival v pisanju in je večina njegovih dohodkov izhajala iz pisanja, se je začel šteti za pisatelja in razvil tesna prijateljstva z več ruskimi emigrantskimi avtorji, med katerimi so bili Nobelov nagrajenec Ivan Bunin, Ivan Šmeljov in Aleksander Kuprin. 
Denikina so v  nekaterih skupnostih ruskih izgnancev spoštovali, emigranti obeh političnih skrajnosti, tako desnih kot levih, pa ga niso marali. Ob kapitulaciji Francije leta 1940 je zapustil Pariz, da bi se izognil nemškemu zaporu. Ko so ga na koncu ujeli, je zavrnil vse poskuse, da bi ga vključili v nacistično protisovjetsko propagando. Nemci nanj niso posebej pritiskali in mu dovolili ostati v podeželskem izgnanstvu. 
Ob koncu druge svetovne vojne je Denikin pravilno predvidel ukrepanje režima Josifa Stalina in poskušal prepričati zahodne zaveznike, naj sovjetskih ujetnikov ne vrnejo na silo.  V svojih prizadevanjih je bil večinoma neuspešen. 
Od leta 1945 do svoje smrti leta 1947 je Denikin živel v New Yorku. 7. avgusta 1947 je v starosti 74 let umrl za srčnim infarktom med počitnicami blizu mesta Ann Arbor v Michiganu. Denikina so z vojaškimi častmi pokopali v Detroitu. Njegove posmrtne ostanke so kasneje prenesli na pokopališče svetega Vladimirja v Jacksonu v New Jerseyju. Njegova žena Ksenija Vasiljevna Čiž (1892–1973) je bila pokopana na pokopališču Sainte-Geneviève-des-Bois blizu Pariza. 
3. oktobra 2005 so bili v skladu z željo njegove hčerke Marine Denikine in s pooblastilom ruskega predsednika Vladimirja Putina posmrtni ostanki generala Denikina preneseni iz ZDA in skupaj z Ivanom Iljinom pokopani v Donskem samostanu v Moskvi.
Pomen Denikinovega dnevnika za razlago odnosa med "veliko in malo Rusijo, Ukrajino" je Putin omenil med svojim obiskom Donskega samostana 24. maja 2009.  Putin je poudaril, da je Denikinov dnevnik vreden branja, še posebej odlomki, v katerih je Ukrajino opisoval kot nedeljivi del Rusije.

## Odlikovanja
- Red svetega Stanislava 3. stopnje (1902), 2. stopnje z meči (1904)
- Red svete Ane 3. stopnje z meči in loki (1904), 2. stopnje z meči (1905)
- Red svetega Vladimirja 4. stopnje (1909), 3. stopnje (1914)
- Red svetega Jurija 4. stopnje (1915), 3. stopnje (1915)
- Zlati meč svetega Jurija (1915)
- Zlati meč svetega Jurija z diamanti in napisom "Za dvakratno osvoboditev Lucka" (1916)
- Red svetega Mihaela 3. stopnje (1917, Romunija)
- Vojni križ 1914-1918 (1917, Francija)
- Značka prvega kubanskega pohoda (1918)
- Red kopeli (1919, Združeno kraljestvo)
- Red belega orla (Srbija)[17]

## Pisna dela
Denikin je napisal več kjig, med njimi:
- Russian Turmoil. Memoirs: Military, Social & Political. Hutchinson. London. 1922 (v Angliji je bil objavljen samo 1. del od petih)
  - Ponatis: Hyperion Press. 1973. ISBN 978-0-88355-100-4
- Bela armada, Jonathan Cape, 1930.
  - Ponatis: Hyperion Press. 1973. ISBN 978-0-88355-101-1.
  - Ponatis: Ian Faulkner Publishing. Cambridge. 1992. ISBN 978-1-85763-010-7.
- Kariera carskega častnika: Spomini, 1872-1916. University of Minnesota Press. 1975.